# Chris Höfner
Chris Höfner (* 14. Dezember 1976 in Schleswig-Holstein) ist eine deutsche Journalistin.

## Leben und Karriere
Nach ihrer Ausbildung zur Werbekauffrau 1999 arbeitete Höfner bei Gruner + Jahr in der Verlagsgruppe Schöner Wohnen. Von 2004 bis 2007 studierte sie Kultur- und Kommunikationswissenschaften sowie Journalistik an der Universität Hamburg und beendete ihr Studium mit dem Abschluss Bachelor of Arts. Parallel zum Studium sammelte sie Erfahrungen in den Kommunikationsabteilungen von Tchibo und Aspecta, in den Redaktionen NDR Info, dem Hamburger Abendblatt, bei Die Welt und der Bild Hamburg, jeweils als freie Journalistin. 2007 begann sie ein Volontariat bei der Hamburger Morgenpost und belegte parallel Weiterbildungsangebote der Akademie für Publizistik in Hamburg im Redaktionsbereich.
Nach Abschluss des Volontariats 2009 wurde sie als Redakteurin bei Stern.de tätig, wechselte ein Jahr später intern zu G + J Corporate Editors und übernahm die Leitung der Online-Redaktion (heute Territory). 2010 gründete Chris Höfner zusammen mit Silvia Sarcar die SEO- und Text-Agentur netzunit UG. Sie war dort von 2012 bis Anfang 2015 als Geschäftsführerin tätig. 2015 erfolgte ein Wechsel zum Zeitverlag, Leitung Digitale Medien des Tochterunternehmens Tempus Corporate. 2016 übernahm sie die Hamburger Standortleitung und stieg 2017 in die Geschäftsführung auf.
Anfang 2018 wechselte sie zur Agenturgruppe KNSKB+ als Chief Content Officer, Mitglied der Geschäftsleitung und verantwortlich für alle redaktionellen und crossmedialen Agenturleistungen. Ende 2019 wurde sie von der Ganske-Verlagsgruppe für die Verlagsagentur Hoffmann und Campe X abgeworben und übernahm ein Jahr später zudem die Position als Chief Content Officer für Content Solutions und die Chefredaktion für die Verlagsseite Future Briefings.
Seit 2021 ist Höfner Mitglied des Management Board der Agentur Freunde des Hauses (Hirschen Group) und dort für den Bereich Business Development zuständig. Sie lebt und arbeitet in Hamburg.

## Lehrtätigkeit und Ehrenamt
Höfner ist Dozentin für Corporate Media im Themenbereich Journalistik und PR an der University of Applied Sciences Europe Hamburg sowie Vorstandsmitglied im Fachverband Content Marketing Forum mit den Schwerpunktthemen Female Session, People Empowerment, Leadership und New Work. Ebenfalls ist sie im Advisory Board von Nushu, dem Karrierenetzwerk für Frauen.

## Publikationen
- iKnow Firefox, Data Becker, Düsseldorf 2011, ISBN 978-3-8158-3719-1.